# Кадочников, Алексей Олегович
Алексе́й Оле́гович Ка́дочников (31 декабря 1985 года, Калинин) — российский дартсмен, многократный чемпион России, участник турниров под эгидой WDF, BDO и PDC. Мастер спорта России международного класса.

## Биография
Дартсом занимается с 10 лет. Первый тренер — Елена Шамаева. До этого времени увлекался туризмом, тхэквондо и игрой на балалайке.

## Карьера в России
Впервые чемпионом России стал в 18 лет в 2004 году, выиграв командный зачёт вместе с Виталием Чижовым и Анастасией Добромысловой. В 2008 году эта же команда повторила свой успех.
В 2022 году впервые в карьере стал чемпионом России в личном зачёте. В финале он обыграл Виктора Ковалёва из Волгоградской области (6:1).
Живёт в Твери, но на внутреннем уровне выступает за Новгородскую область.

## Международные выступления
В 2015 году дебютировал на Кубке мира PDC. Сборная России в составе Кадочникова и Бориса Кольцова уступила австралийцам в первом раунде (1:5), при этом Алексею удалось закрыть 110 очков.
В сентябре 2015 года проходил отбор на турнир European Darts Trophy, где в квалификационном раунде встретился с Раймондом ван Барневелдом. В отборочном матче Алексей проиграл со счётом 5:6 и не смог пройти в основную сетку.
В 2019 году Кадочников во второй раз поехал на Кубок мира PDC. Вместе с Кольцовым он проиграл Австрии (3:5), однако показал один из лучших наборов среди всех участников турнира (97,83).
Был в числе участников чемпионата мира WDF, отобравшись на правах 15-го сеяного во второй раунд. Однако из-за отстранения российских спортсменов не смог принять участие в турнире. Позже он признавался, что у него «опустились руки», и история с недопуском на ЧМ его сильно подломила.

## Личная жизнь
Женат, воспитывает двух дочерей. Поддерживает дружеские отношения с легендой российского дартса Анастасией Добромысловой.
Отец — Олег Кадочников. Мать — Елена Кадочникова (1960—2018), «мама тверского дартса», кандидат в мастера спорта. Брат — Павел, победитель и призёр межрегиональных соревнований по дартсу.

## Достижения

### Личные
- Чемпион России (2022)
- Серебряный призёр чемпионата России (2017)[9]
- Обладатель Кубка России (2019, 2023[10])

### Американский крикет
- Чемпион России (2014, 2023)[11]

### Парные
- Бронзовый призёр чемпионата России (2013)[12]
- Серебряный призёр Кубка России (2023)[10]

### Командные
- Победитель юниорского первенства Европы (2001 год)
- Чемпион России (2017, 2019)

### Микст
- Чемпион России (2004, 2008, 2013)